# Eduardo Herrera (Fußballspieler, 1944)
Claudio Eduardo Herrera Barros (* 25. August 1944 in Rancagua) ist ein ehemaliger chilenischer Fußballspieler. Der Abwehrspieler absolvierte 20 Länderspiele für Chile. Auf Vereinsebene wurde er 1968 Meister mit den Santiago Wanderers.

## Karriere

### Verein
Eduardo Herrera, auch Walo genannt, begann seine Profikarriere 1961 beim CD O’Higgins. 1964 kam Herrera zu den Santiago Wanderers, bei denen er zehn Jahre spielte. Größter Erfolg war der Gewinn der Meisterschaft 1968. Der Linksfuß war Anfang der 1970er Jahre Kapitän der Mannschaft. 1974 und 1975 lief Herrera für den Rekordmeister CSD Colo-Colo auf, mit dem er 1974 die Copa Chile gewinnen konnte, und kehrte anschließend in seine Heimatstadt Rancagua zurück. Bei O’Higgins beendete der Defensivakteur 1977 seine Karriere, nachdem er 1976 mit dem Klub als Vizemeister in die Primera División aufgestiegen war.

### Nationalmannschaft
Eduardo Herrera debütierte im Januar 1967 für Chile unter Trainer Alejandro Scopelli beim Campeonato Sudamericano 1967 beim 4:2-Erfolg gegen Paraguay. Herrera absolvierte vier Turnierspiele. Chile wurde mit zwei Siegen, zwei Unentschieden und einer Niederlage Turnierdritter. Nach der Südamerikameisterschaft spielte er in weiteren Freundschaftsspielen. Das letzte Länderspiel bestritt Herrera im Juli 1973 gegen Bolivien. Insgesamt kommt er auf 20 Einsätze im Nationaldress.

## Erfolge
Santiago Wanderers
- Primera División: 1968

Colo-Colo
- Copa Chile: 1974